# Sternschanze

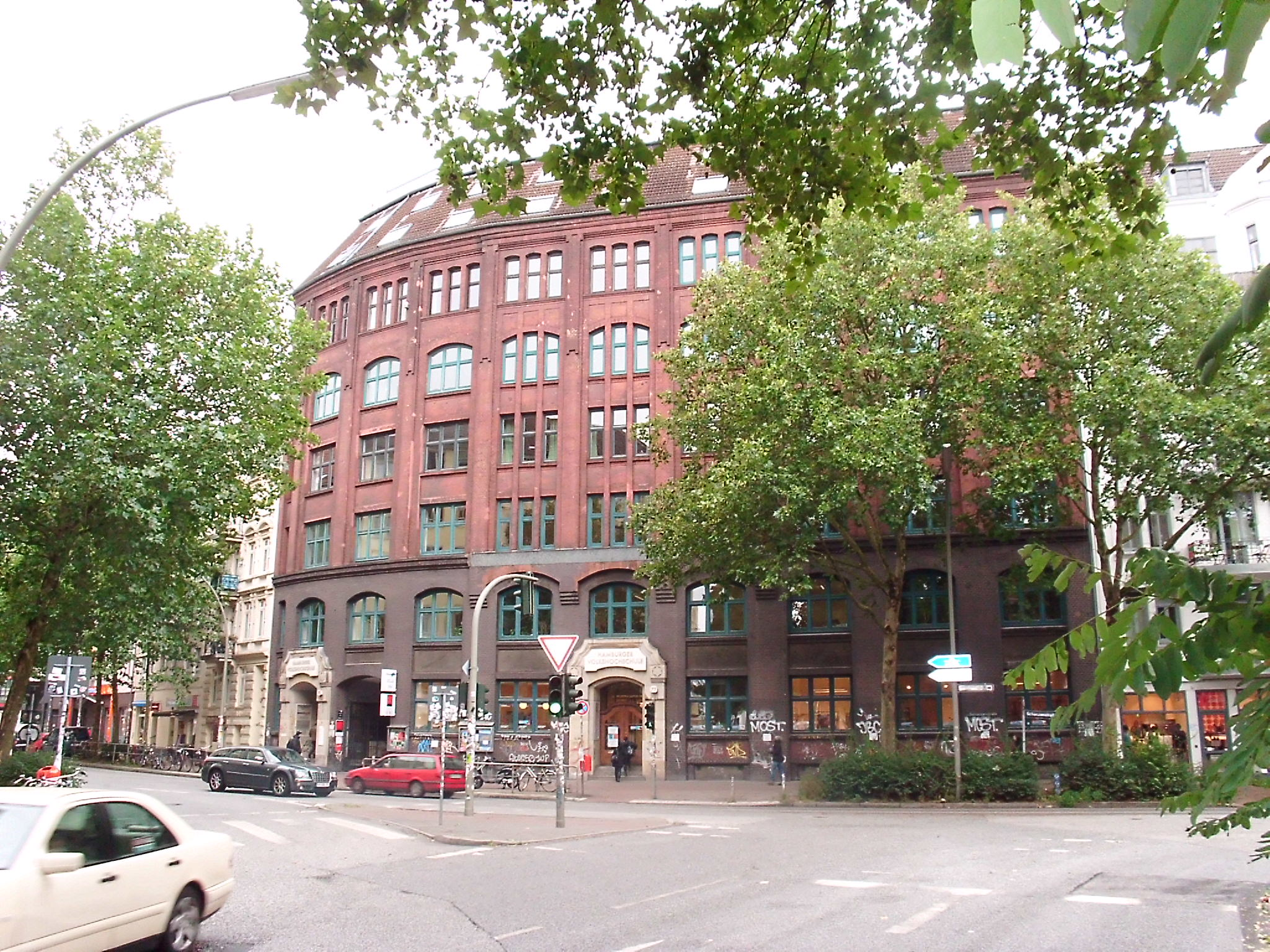
Bild från Schanzenstrasse.

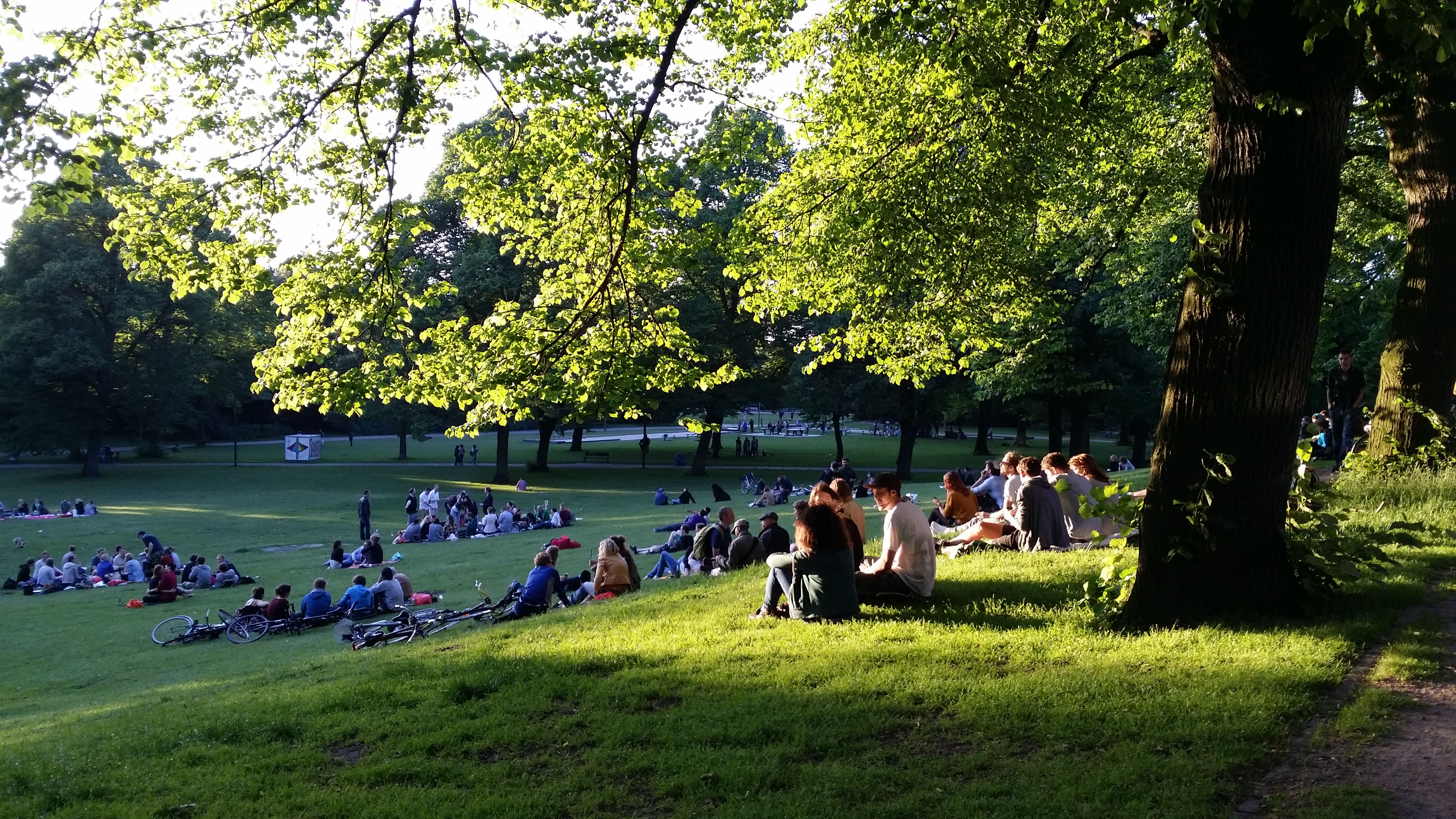
Schanzenpark

Sternschanze är en stadsdel i Hamburg-Altona i Hamburg. Den ligger mellan stadsdelarna St. Pauli, Altona-Altstadt, Eimsbüttel och Rotherbaum. 
Namnet på stadsdelen kommer från den 1862 byggda befästningsanläggningen Sternschanze. Under 1800-talet rev man stora delar av befästningen och bo- och industriområdena växte fram i området. 1866 öppnades järnvägsstationen Sternschanze på banan mellan Hamburg och Altona. Det var också här som Carl Hagenbeck öppnade sin djurpark innan den flyttade ut till Stellingen. 1892 öppnades slakthuset Central-Schlachthof. Här etablerade även pianofabrikanten Steinway & Sons verksamhet liksom pianohuset Trübger samt skrivmaterialstillverkaren Montblanc Simplo. Sternschanze blev som arbetarkvarter plats för motståndet mot nazisterna i Hamburg under 1930-talet.
Från 1970-talet har området förändrats med en stor andel ung befolkning som flyttat in, inte minst studenter då området ligger nära Hamburgs universitet. Det har också blivit en stadsdel för Hamburgs alternativa scen, inte minst delen Schanzenviertel med Rote Flora. Ett socialt problem för stadsdelen har drogmissbruk varit. Under 1990-talets IT-boom flyttade även många nya företag hit men många har senare lagt ner verksamheten. Diskussioner har återkommande förts om den gentrifiering som sker i stadsdelen.
2008 gjorde Hamburgs stad en ny indelning varpå Sternschanze blev en egen stadsdel. Samtidigt blev nya HafenCity en egen stadsdel. Det var de första stadsdelarna som skapats i Hamburg sedan 1950-talet. 

## Schanzenpark
Schanzenpark är en grön oas i staden och en populär mötesplats. Högt uppe på en kulle i parkens centrum är Schanzenturm-tornet ett riktigt blickfång. Det stod färdigt 1910 och var Europas största vattentorn fram till 1961. 2005 totalrenoverades den 60 meter höga byggnaden och öppnades igen som hotell.

## Kommunikationer
Stadsdelen har en egen järnvägsstation från 1903, Sternschanze station där även tunnelbana trafikerar. Vidare ligger tunnelbanestation Feldstrasse i söder samt norr om Schanzenpark ligger Schlump.

## Bilder

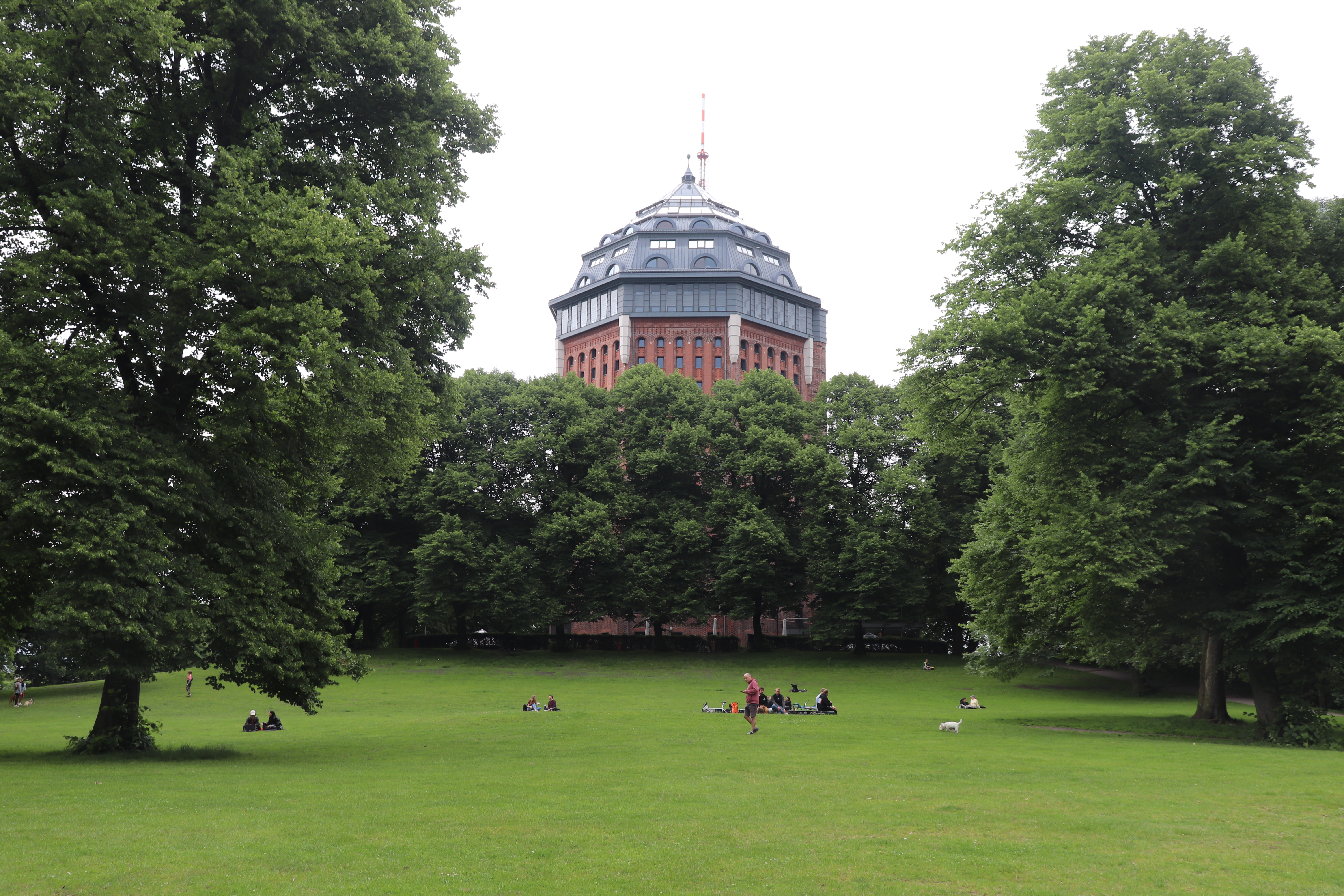
Schanzenpark
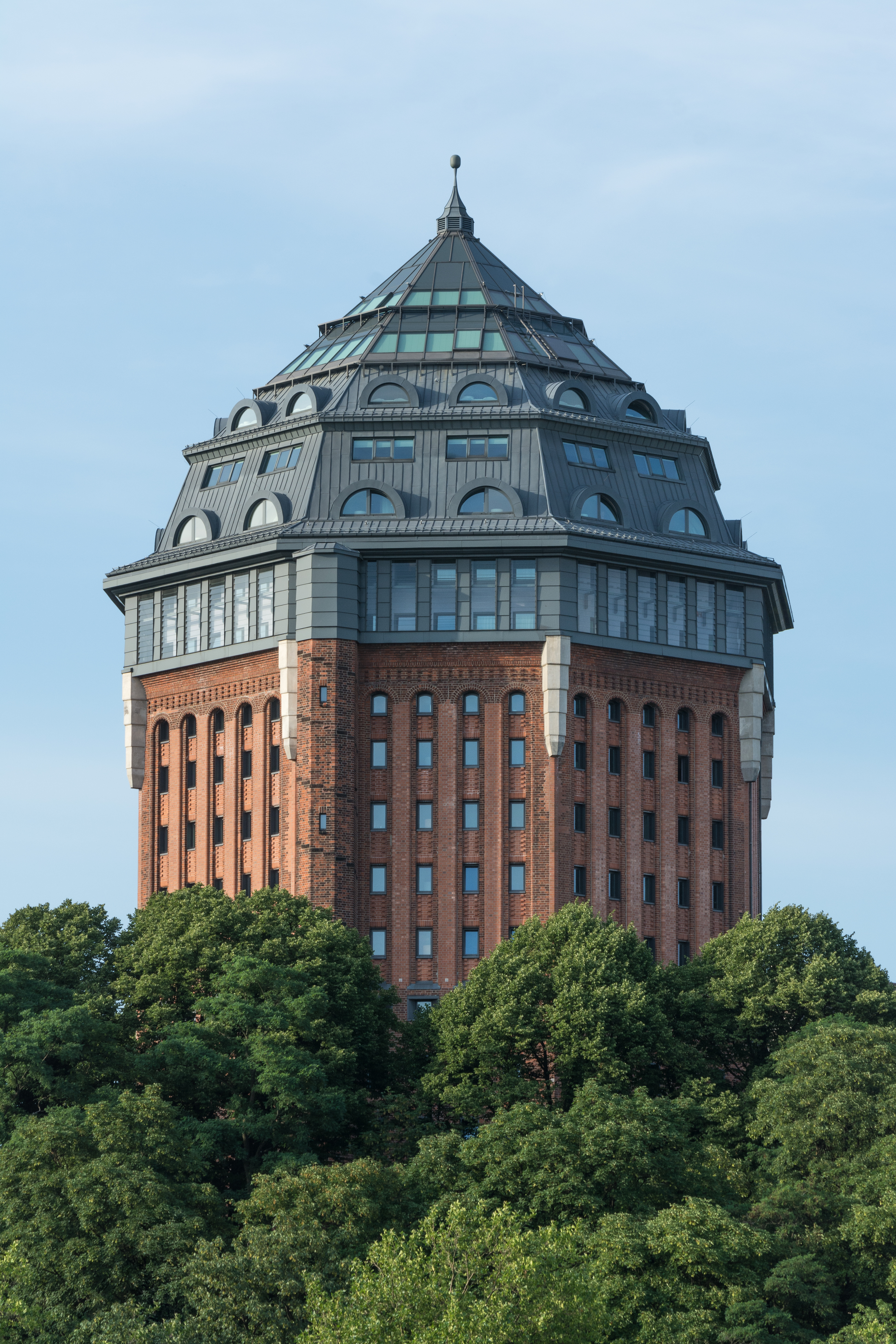
Schanzenturm, numera ett hotell
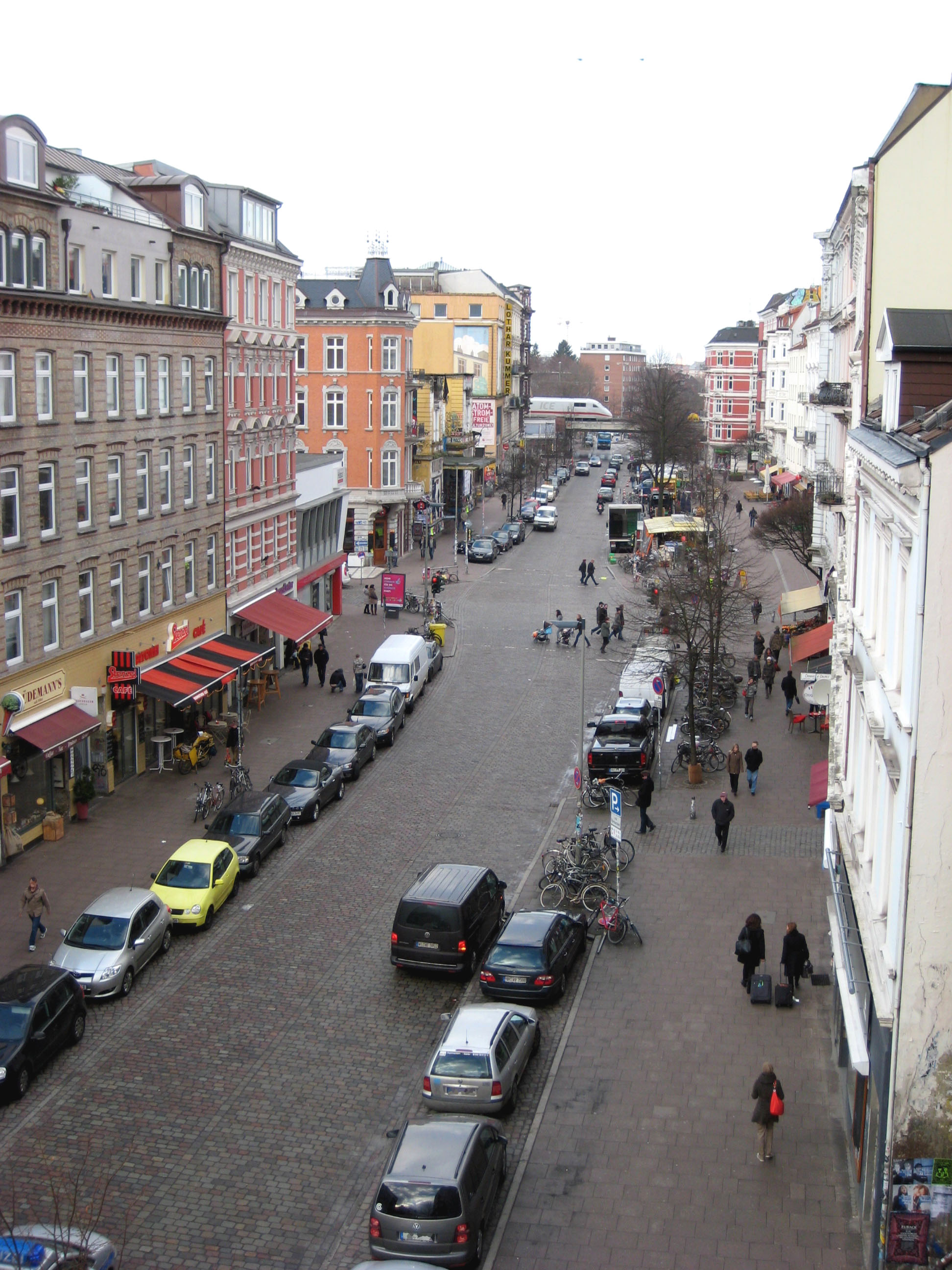
Schulterblatt, en gata i stadsdelen
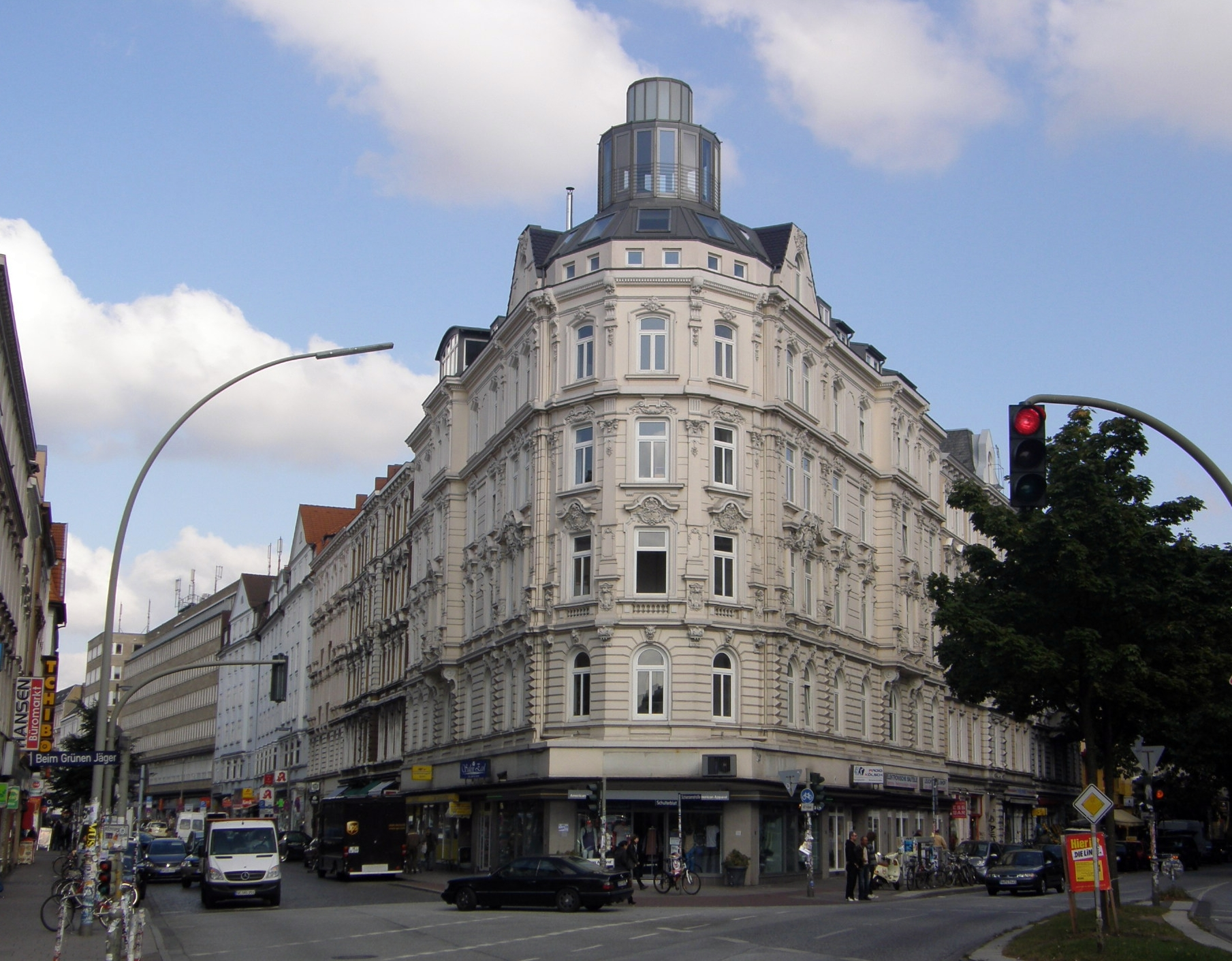
Schulterblatt strasse
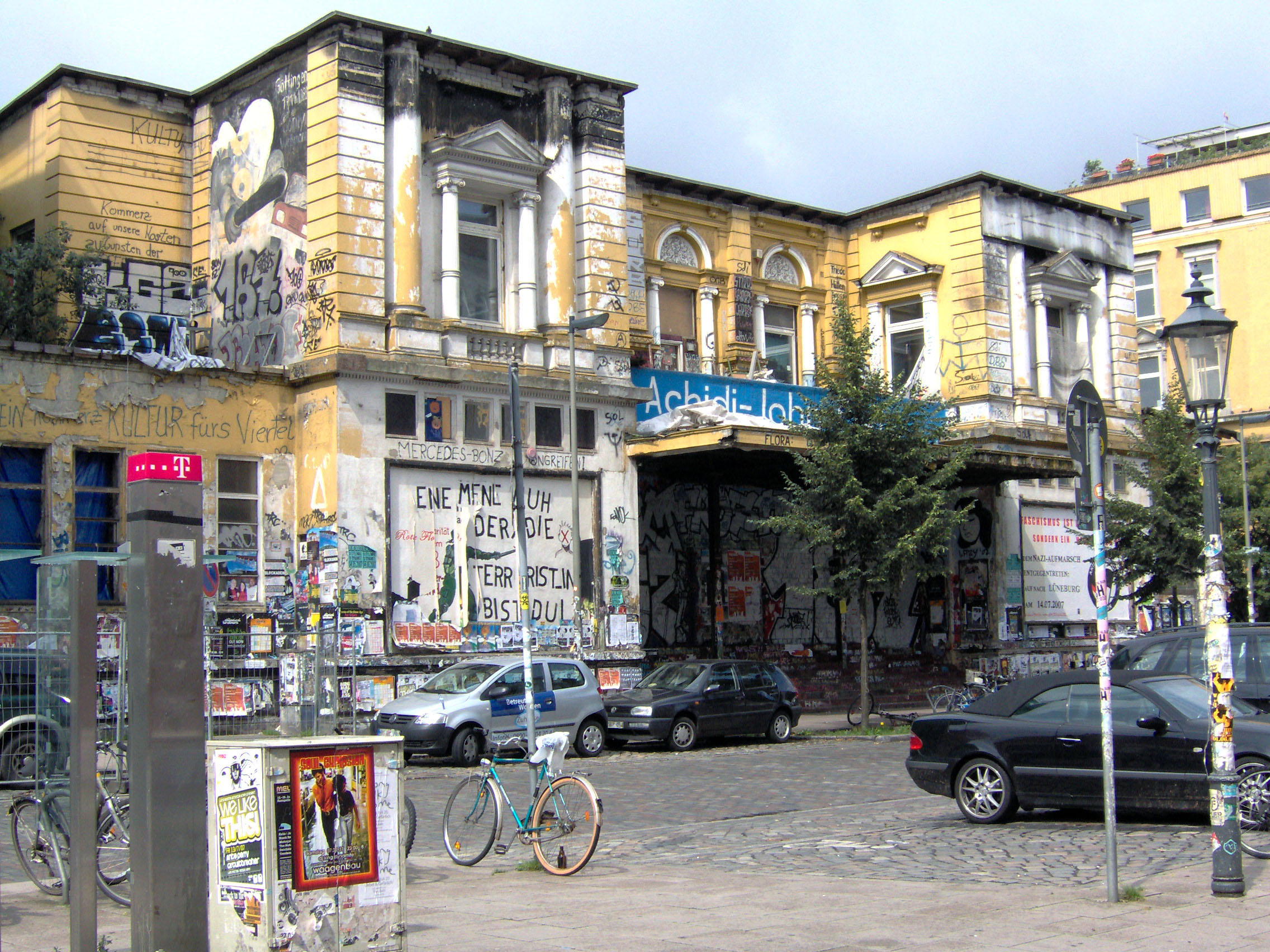
Rote Flora
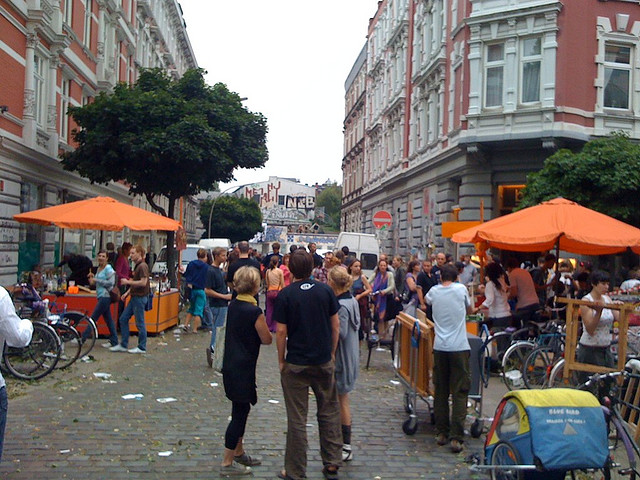
Schanzenviertelfest